# Sociaal Maas en Waal
Sociaal Maas en Waal (SMW) is een lokale politieke partij in de gemeenten West Maas en Waal en Druten, beide gelegen in het Land van Maas en Waal. De partij is ontstaan als lokaal progressief samenwerkingsverband van PvdA, GroenLinks en D66.

## Geschiedenis
Bij de gemeenteraadsverkiezingen van 2010 verdween de PvdA uit de raad van West Maas en Waal, waardoor daar geen linkse partijen meer vertegenwoordigd waren. In 2013 kwamen leden en sympathisanten van PvdA, GroenLinks en D66 samen om een gezamenlijke partij op te richten, Sociaal Maas en Waal. Met deze partij deed men in 2014 mee aan de verkiezingen, en werden twee zetels behaald.
Vanwege het streven naar meer eenheid in het Land van Maas en Waal, zocht men contact met Akkoord '94, het samenwerkingsverband van PvdA en GroenLinks in Druten. Op 8 juni 2016 fuseerden de partijen, en gingen zij samen verder onder de naam Sociaal Maas en Waal.
Bij de verkiezingen van 2018 bleven de twee zetels in Druten behouden, maar in West Maas en Waal verloor SMW een zetel. Bij de verkiezingen van 2022 kreeg de partij er weer genoeg stemmen voor een tweede zetel, en bleef het zeteltal in Druten wederom stabiel.
Wegens een gebrek aan geschikte kandidaten, doet SMW in Druten niet mee aan de verkiezingen van 2026. De afdeling Druten sluit zich aan bij GroenLinks-PvdA, onder welke naam men daar aan de verkiezingen meedoet. In West Maas en Waal doet SMW wel weer mee.

## Standpunten
Sociaal Maas en Waal is voortgekomen uit PvdA, GroenLinks en D66, waardoor de partij een progressieve signatuur kent. De partij wil onder andere meer verduurzaming, bestrijding van armoede en meer woningbouw. Ook wil de partij dat de gemeenten West Maas en Waal en Druten samengaan in één gemeente Maas en Waal, eventueel met Wijchen erbij. Volgens SMW kan er op die manier beter gekeken worden naar wat het hele gebied nodig heeft, en kan de organisatie worden geprofessionaliseerd.

## Verkiezingsuitslagen
De partij heeft bij verschillende verkiezingen de volgende resultaten behaald:
| Jaar | West Maas en Waal | West Maas en Waal | West Maas en Waal | Druten  | Druten | Druten |
| Jaar | Stemmen           | %                 | Zetels            | Stemmen | %      | Zetels |
| ---- | ----------------- | ----------------- | ----------------- | ------- | ------ | ------ |
| 2014 | 948               | 10,14%            | 2 / 17            | -       | -      | -      |
| 2018 | 733               | 7,43%             | 1 / 17            | 781     | 8,96%  | 2 / 17 |
| 2022 | 999               | 10,68%            | 2 / 17            | 734     | 8,83%  | 2 / 17 |